# 麥迪遜鎮區 (愛荷華州波爾克縣)
麥迪遜鎮區（英語：Madison Township）是位於美國愛荷華州波爾克縣的一個行政鎮區。

## 地方資料
根據2010年美國人口普查的數據，麥迪遜鎮區的面積為30.48平方千米，當中陸地面積為30.47平方千米，而水域面積為0.01平方千米。當地共有人口3488人，而人口密度為每平方千米114.44人。